# 雙帶副牙脂鯉
雙帶副牙脂鯉（学名：Parodon bifasciatus）為輻鰭魚綱脂鯉目脂鯉亞目下口半脂鯉科的其中一個種，其种加词“bifasciatus”意为“双带的”。分布於南美洲Branco河流域，體長可達9.8公分，棲息在河川底中層水域，生活習性不明。